# سيلينا تشيلتون
سيلينا تشيلتون (بالإنجليزية: Selina Chilton)‏ هي ممثلة بريطانية، ولدت في 19 سبتمبر 1981 في ليستر في المملكة المتحدة.

## وصلات خارجية
- سيلينا تشيلتون على موقع IMDb (الإنجليزية)
- سيلينا تشيلتون على موقع قاعدة بيانات الفيلم (الإنجليزية)